# دونالد إم. كول
دونالد إم. كول (بالإنجليزية: Donald M. Call)‏ هو عسكري أمريكي، ولد في 29 نوفمبر 1896 في لارتشمونت في الولايات المتحدة، وتوفي في 19 مارس 1984.